# 阿尔多希维竞技俱乐部
阿尔多希维竞技俱乐部（Club Atlético Aldosivi），一般稱為阿度斯維，阿根廷马德普拉塔的一个足球俱乐部。俱乐部成立于1913年。该队现参加阿根廷足球全國聯賽。阿尔多希维（Aldosivi）得名于该俱乐部创建者四人名字词首的组合，即Allard, Doulfus, Sillard,与 Wiriott (w更改为v是因为当时官方通告所使用的电报中无法使用字母W)。